# Synagoga Fajnberga w Sewastopolu
Dom modlitewny Fajnberga w Sewastopolu (ros. молитвенный дом Ю.М.Файнберга) – dom modlitewny założony w Sewastopolu przy ul. Gogolewskiej przez Julija Fajnberga. 
Synagoga powstała z prywatnych środków Julija Michajłowicza Fajnberga podczas wojny domowej w 1919 roku i nazwana jego imieniem. Istniała do 13 marca 1924 roku, gdy została zamknięta postanowieniem KrymCIK-a (Krymskiego Centralnego Komitetu Wykonawczego) jako własność prywatna.